# FC Rodange 91
Football Club Rodange 91 – luksemburski klub piłkarski, mający swoją siedzibę w mieście Rodange w południowo-zachodniej części kraju.

## Historia
Chronologia nazw:
- 1991: FC Rodange 91 - po fuzji klubów Chiers Rodange i Racing Rodange

Klub piłkarski FC Rodange 91 został założony w miejscowości Rodange w 1991 roku w wyniku fuzji 2 amatorskich drużyn miasta Chiers Rodange i Racing Rodange. W sezonie 1994/95 uzyskał promocję do Nationaldivisioun. W sezonie 1995/96 debiutował w najwyższej lidze, zajmując 8.miejsce. Sezon 1996/97 zakończył na przedostatniej 11.pozycji i spadł do Éierepromotioun (D2). W sezonie 1999/00 zdobył wicemistrzostwo drugiej ligi i wrócił do Nationaldivisioun. Sezon 2000/01 uplasował się na 9.pozycji, ale znów spadł do Éierepromotioun. W sezonie 2003/04 zajął 12.miejsce i został zdegradowany do 1. Divisioun (D3), a w sezonie 2009/10 nawet do 2. Divisioun (D4). Dopiero w sezonie 2011/12 zwyciężył w grupie 2 czwartej ligi i wrócił do trzeciej ligi. W następnym sezonie 2012/13 zdobył wicemistrzostwo 2 grupy 1. Divisioun i potem w barażach pokonał 4:0 Obercorn, awansując do Éierepromotioun. W kolejnych sezonach 2013/14 i 2014/15 utrzymywał czwartą lokatę w klasyfikacji końcowej. W sezonie 2015/16 był piątym. W sezonie 2016/2017 zajął drugie miejsce w Éierepromotioun i po raz trzeci otrzymał promocję do Nationaldivisioun. Jednak powrót był nieudanym, przedostatnie 13.miejsce w sezonie 2017/18 spowodowało spadek do Éierepromotioun.

## Sukcesy

### Trofea międzynarodowe
Nie uczestniczył w rozgrywkach europejskich (stan na 31-05-2018).

### Trofea krajowe
| \| \| Zdobyte trofea w rozgrywkach Luksemburga (stan na: 31-05-2018) \| |                                                                |      |                                             |
| Rozgrywki                                                               | Osiągnięcie                                                    | Razy | Sezon(y)                                    |
| Mistrzostwo                                                             | I miejsce                                                      | 0    |                                             |
| Mistrzostwo                                                             | II miejsce                                                     | 0    |                                             |
| Mistrzostwo                                                             | III miejsce                                                    | 0    |                                             |
| Mistrzostwo                                                             | 8.miejsce                                                      | 1    | 1995/96                                     |
| Puchar                                                                  | zdobywca                                                       | 0    |                                             |
| Puchar                                                                  | finalista                                                      | 0    |                                             |
| Puchar                                                                  | ćwierćfinalista                                                | 5    | 1994/95, 1999/00, 2013/14, 2016/17, 2017/18 |
| II liga                                                                 | I miejsce                                                      | 0    |                                             |
| II liga                                                                 | II miejsce                                                     | 3    | 1994/95, 1999/00, 2016/17                   |
| II liga                                                                 | III miejsce                                                    | 1    | 1998/99                                     |
| Luksemburg                                                              | Zdobyte trofea w rozgrywkach Luksemburga (stan na: 31-05-2018) |      |                                             |

- 1. Divisioun:
  - wicemistrz (1x): 2012/13 (2.Bezirk)

## Stadion
Klub rozgrywa swoje mecze domowe na stadionie Stade Joseph Philippart w Rodange, który może pomieścić 3400 widzów.